# Polne Kwiaty
Polne Kwiaty – polski zespół wokalno-instrumentalny działający pod koniec lat 60. XX w. proponujący słowiańską odmianę czarnej muzyki soul.  

## Historia
Grupa powstała w czerwcu 1968 roku i działała przy poznańskim klubie Od Nowa. Początkowo znana była pod nazwą Organizacja Józefa Paskuda. Wzorem dla muzyków był zespół Graham Bond Organisation.  
Liderem i założycielem formacji był gitarzysta i wokalista  Tomasz Dziubiński.
Skład zespołu wraz z nim współtworzyli: Adam Adamski (śpiew), Paweł Dubowicz (pianino, klawiset), Zbigniew Owsian (gitara basowa), Grzegorz Zerbst (perkusja). Z grupą związane były wokalistki Mirosława Kowalak i Anna Szmeterling (później znana jako Anna Jantar). Gościnnie wspomagał ją basista Kazimierz Plewiński. 
We wrześniu 1968 managerem zespołu został Andrzej Kosmala, redaktor poznańskiej rozgłośni Polskiego Radia, który optował za zmianą nazwy na Polne Kwiaty. Dzięki Kosmali w grudniu tego samego roku grupa dokonała pierwszych nagrań dla P.R. Poznań, w większości były to kompozycje A. Adamskiego.
Gdy Dziubiński odszedł z początkiem 1969 roku do orkiestry Kanon Rytm skład Polnych Kwiatów uzupełnili: Jacek Loman (gitara) i Hubert Bartlitz (gitara), {śpiew). W marcu i kwietniu zespół przystąpił do realizacji kolejnych nagrań radiowych, tym razem bez A. Szmeterling. Żadna z kompozycji Adamskiego nie zdobyła dużej popularności i kilka miesięcy później grupa rozpadła się. H. Bartlitz i A. Adamski zaczęli grać w zespole Progres, G. Zerbst znalazł się w Schemacie, a P. Dubowicz - w zespole Maryli Rodowicz. A. Szmeterling rozpoczęła współpracę z poznańskim zespołem Bardowie.

## Dyskografia
Nagrania radiowe:
- 1968:

Nie masz niewiast nad Sarmatki (voc. A. Adamski), Po ten kwiat czerwony (voc. A. Szmeterling), Kwiat dla ciebie (voc. A. Adamski), Miłość (voc. A. Adamski)
- 1969:

Drogi (voc. A. Adamski), W starym porcie (voc. A. Adamski), Oczekiwanie (voc. A. Adamski)